# 小紅書治港
小紅書治港是香港特區政府施政的相關爭議。
2023年香港與中國內地全面恢復通關之後，有不少中國內地網民透過中國社交平台小紅書評論香港和港府施政，得到港府快速回應。有不少香港市民評論，指港府高度關注中國內地網民言論，卻對香港市民的意見遲遲未有同等重視，令市民覺得港府「厚此薄彼」，甚至有「小紅書治港」的觀感。
此事經香港立法會選委界議員謝偉俊書面質詢後，得到社會較大反響。

## 背景

### 中港矛盾加深
香港建制派網媒橙新聞評論稱，「小紅書治港」暴露出香港人對香港特區政府重視中國內地民意的不滿，亦側面反映出在網絡言論的煽動下香港市民與中國內地旅客的矛盾正在加深。橙新聞認爲香港特區政府應該留意小紅書等平台上某些故意發表的針對香港的負面言論。
有中國內地博主在小紅書為香港辯護，稱「現在噴香港已經是一種政治正確了」。

## 「小紅書治港」個案
2023年5月，由一宗來自中國社交平台小紅書的投訴引發的國泰航空空服員歧視非英語乘客風波發生後，香港特首李家超隨即高調回應，更指事件「傷害了香港和內地同胞的感情」。
2023年中國內地中秋國慶長假臨近，香港警方嚴打黑的及白牌車，否認因小紅書投訴增加而執法。在記者會上，香港警方特別以普通話和簡體字向旅客呼籲，稱如發現「亂收車費或故意繞道行駛」，可記下司機資料及聯絡警方。
2024年維港舉辦的跨年煙花音樂匯演過後，大量中國內地旅客滯留香港街頭，無法即日返回深圳，中國內地網民在中國社交平台小紅書批評香港待薄旅客，香港政府又立即跨部門制訂措施。更宣佈於該年的農曆新年其間延長羅湖口岸通關時間至清晨以及深圳灣口岸於該年的年三十晚至年初四晚實施24小時通關。
在2024年美斯缺陣香港表演賽事件，引來大量中國內地旅客在中國社交平台小紅書批評美斯做法不尊重中國人，並要求主辦方「回水」，香港政府亦多次作出回應，當中亦指出許多內地遊客專程來港觀賞表演賽，對美斯未能上陣感到極度失望。
香港立法會選委界議員謝偉俊稱香港市民的意見，例如在經濟低潮時，停供或政府代供強積金、退稅、撤辣、減印花稅等意見，卻遲遲未能得到香港特區政府同等重視及回應。
2024年6月，政府提出禁止排隊時吸煙、禁止加味煙等10項短期控煙措施，有立法會議員憂全面禁止電子煙及加味煙或令人才、旅客抗拒來港，影響目前最重要的經濟發展。不過，醫務衞生局局長盧寵茂指出旅客並非選擇來港吸煙，而是來參與商業活動、參觀景點及感受文化等，認為香港呈現活力及空氣清新，比「四處有煙頭、烏煙瘴氣」好，盧寵茂更指出在小紅書上的反應都很支持香港的控煙政策，甚至認為應該在當地推行。

## 香港特區政府回應
香港政制及內地事務局曾國衞回應指，香港特區政府駐內地辦事處和新聞處，一直有留意中國內地網民在社交媒體如微信、抖音、新浪微博、快手、小紅書、嗶哩嗶哩等分享與香港相關的內容，並在有需要時作出回應，以及轉介至相關政策局和部門作適當跟進。曾國衞強調，「無論是在本地或內地社交媒體提出有關香港的意見，特區政府都同等重視。」
2024年1月，在特首李家超與議員進行的交流答問大會中，謝偉俊再公開點出李家超政府的施政問題，譬如執法人員「日夜贈慶」地抄牌，重罰阻街商販，嚴厲打擊工廈食肆及書店，被外界指責是「濫罰搶錢」之舉；又如樓市政策失焦，市民「股、樓、債都損失嚴重」等。再加上政府的施政作風，讓部分市民有「親無納稅的小紅書帳戶，遠離真正納稅的香港人」。
然而，李家超指謝偉俊的發言讓他想起2019年反修例運動中「黑暴」「軟對抗」和「反動力量」勢力經常使用的用辭，聲言看到有苗頭出現就要嚴厲打擊。他還表示，如果將向某個地方宣傳以挑撥離間的方式去形容，便是一種「迂腐且危險的態度」。他表示自己有責任將社會帶出正向思維，希望大家避免將小矛盾化大，不把不是矛盾的事情說成矛盾。

## 相關評論
網台新聞節目主持人李錦洪批評用中國內地的體制看香港事務，自然會格格不入，港府分不清中國內地的官方意見和民意，在政策上無邏輯地向中國內地傾斜。